# Rașca, Suceava
Rașca (germană Raczka) este un sat în comuna Moldovița din județul Suceava, Bucovina, România.
 Acest articol despre o localitate din județul Suceava este deocamdată un ciot. Puteți ajuta Wikipedia prin completarea lui.